# José Alcoverro
Josep Alcoverro i Amorós (Tivenys, 1835 – Madrid, 9 dicembre 1908) è stato uno scultore spagnolo.

## Biografia
Studente all'Accademia di Madrid, organizzò nel 1866 un'importante mostra che lo fece conoscere anche all'estero, dove si trasferì in seguito.
Fu incaricato di decorare con le sculture di Sant'Isidoro di Siviglia e Alfonso X il Savio la Biblioteca Nacional de España, a Madrid.
Fu anche autore di busti di celebri personaggi, tra cui Emilio Castelar.
Deceduto a Madrid il 9 dicembre 1908, è sepolto al Cementerio de la Almudena.